# Jardim 9 de Abril

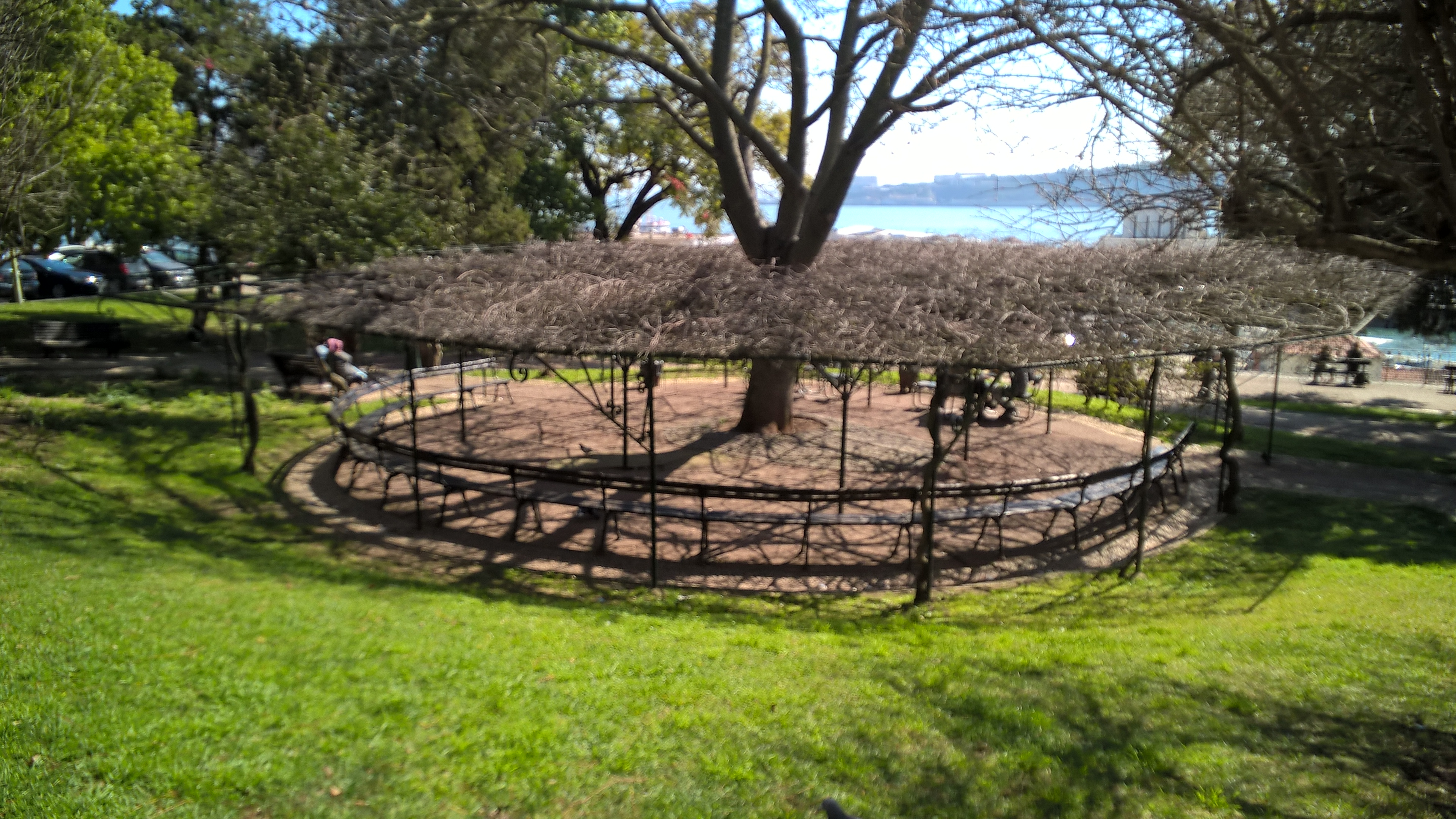
Zentrales Gebiet des Jardim 9 de Abril (2019)

Der Jardim 9 de Abril (auch: Jardim das Albertas oder Jardim da Rocha de Conde de Óbidos) ist ein Park in der Stadtgemeinde Estrela der portugiesischen Hauptstadt Lissabon.
Er liegt auf dem rechten Hochufer des Tejo zwischen dem Palácio dos Condes de Óbidos und dem Museu Nacional de Arte Antiga. Dem Olisipografen Norberto Araújo zufolge wurde der Park zeitgleich mit der ihm vorgelagerten Treppenanlage Escadaria José António Marques zwischen 1880 und 1882 errichtet.
Der 9. April bezieht sich auf den Beginn der Schlacht von Lys während des Ersten Weltkriegs am 9. April 1918. Der Name Jardim das Albertas verweist auf den ehemaligen Convento das Albertas, der etwa an der westlichen Seite des Gartens stand.